# Cantó de Vierzon-2
El cantó de Vierzon-2 és un cantó francès del departament del Cher, situat al districte de Vierzon. Té 9 municipis i part del de Vierzon.

## Municipis
- Massay
- Méry-sur-Cher
- Nançay
- Neuvy-sur-Barangeon
- Saint-Hilaire-de-Court
- Saint-Laurent
- Thénioux
- Vierzon (part)
- Vignoux-sur-Barangeon
- Vouzeron

## Història
| Data d'elecció                           | Identitat         | Partit | Qualitat |
| ---------------------------------------- | ----------------- | ------ | -------- |
| 1973-1985                                | Léo Mérigot       | PCF    |          |
| 1985-1992                                | Roger Coulon      | PCF    |          |
| 1992-1998                                | Max Albizzati     | UDF    |          |
| 1998-                                    | Jean-Pierre Piétu | PCF    |          |
| les dades anteriors no són pas conegudes |                   |        |          |
|                                          |                   |        |          |